# Changan BenBen
Changan BenBen (кит. 长安奔奔; пиньинь cháng ān bēn bēn) — городской автомобиль, выпускающийся с 2006 года по 2023 год китайской компанией Changan.

## BenBen I
Changan BenBen I выпускался с 2006 по 2013 год с рестайлингом в 2010 году. Цены варьировались от 34000 юаней. За всю историю производства автомобиль оснащался 1,3-литровым двигателем мощностью 63 кВт и крутящим моментом 110 Н⋅м, сочетающимся в паре с пятиступенчатой механической трансмиссией.

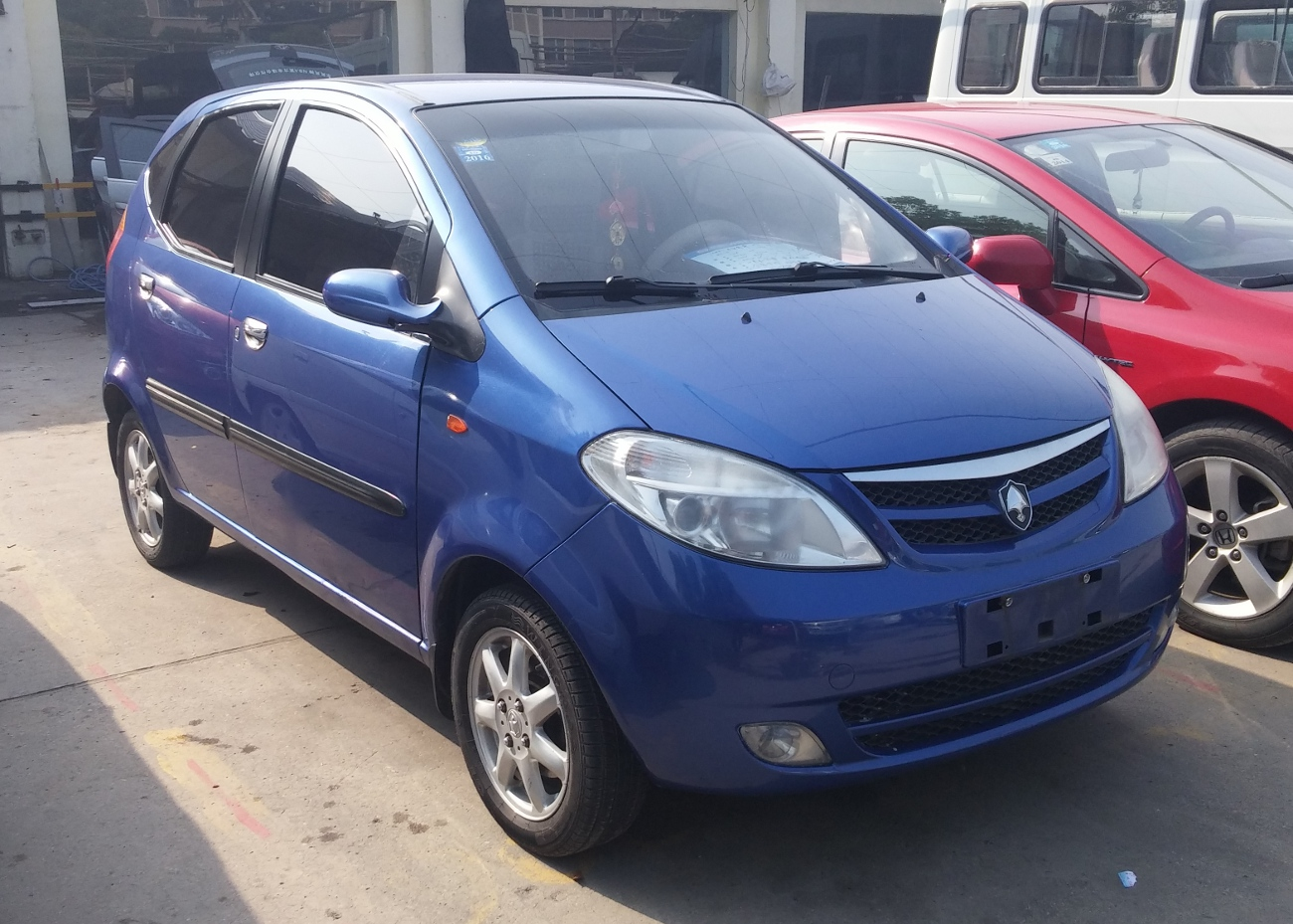
Changan BenBen I
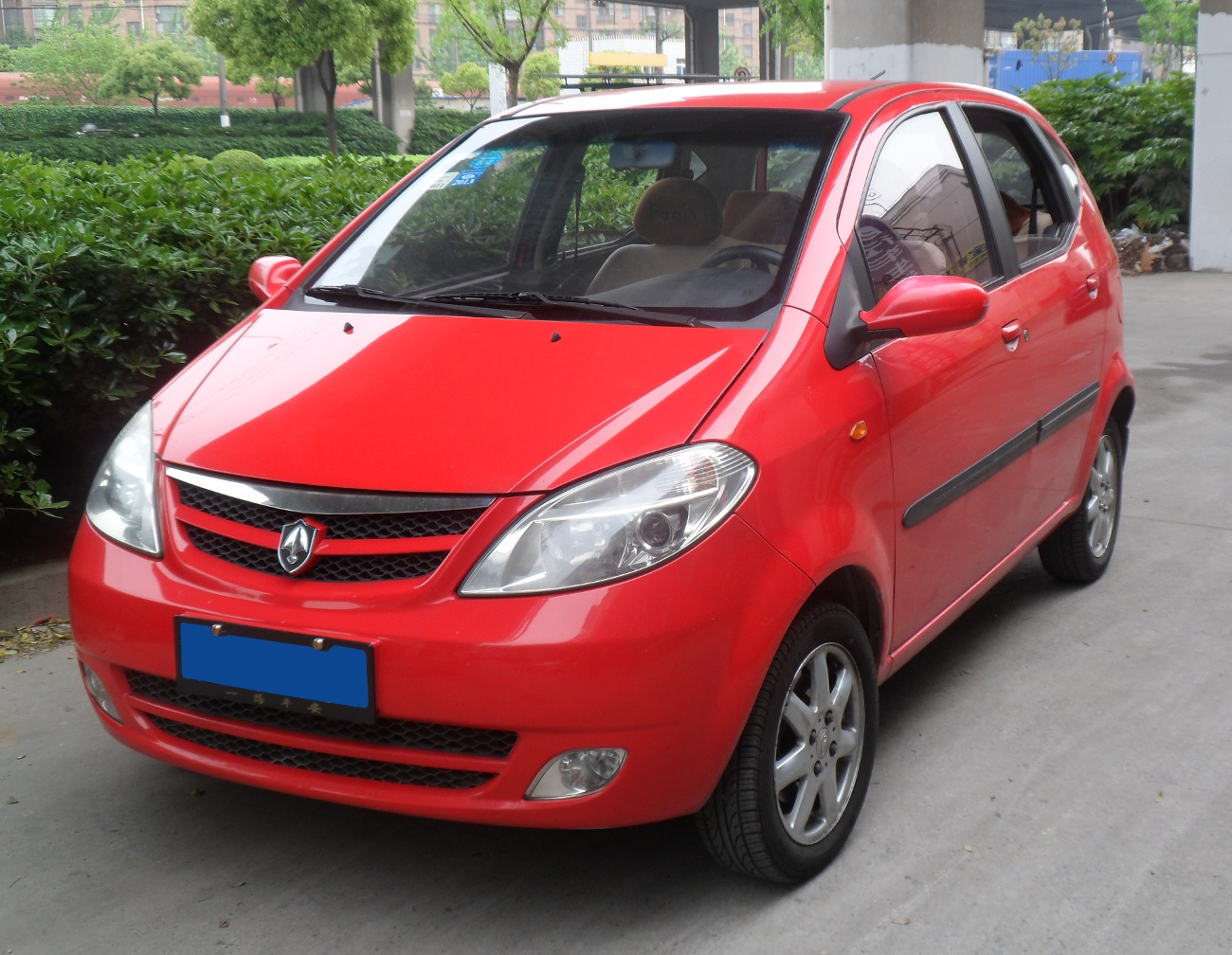
Вид спереди
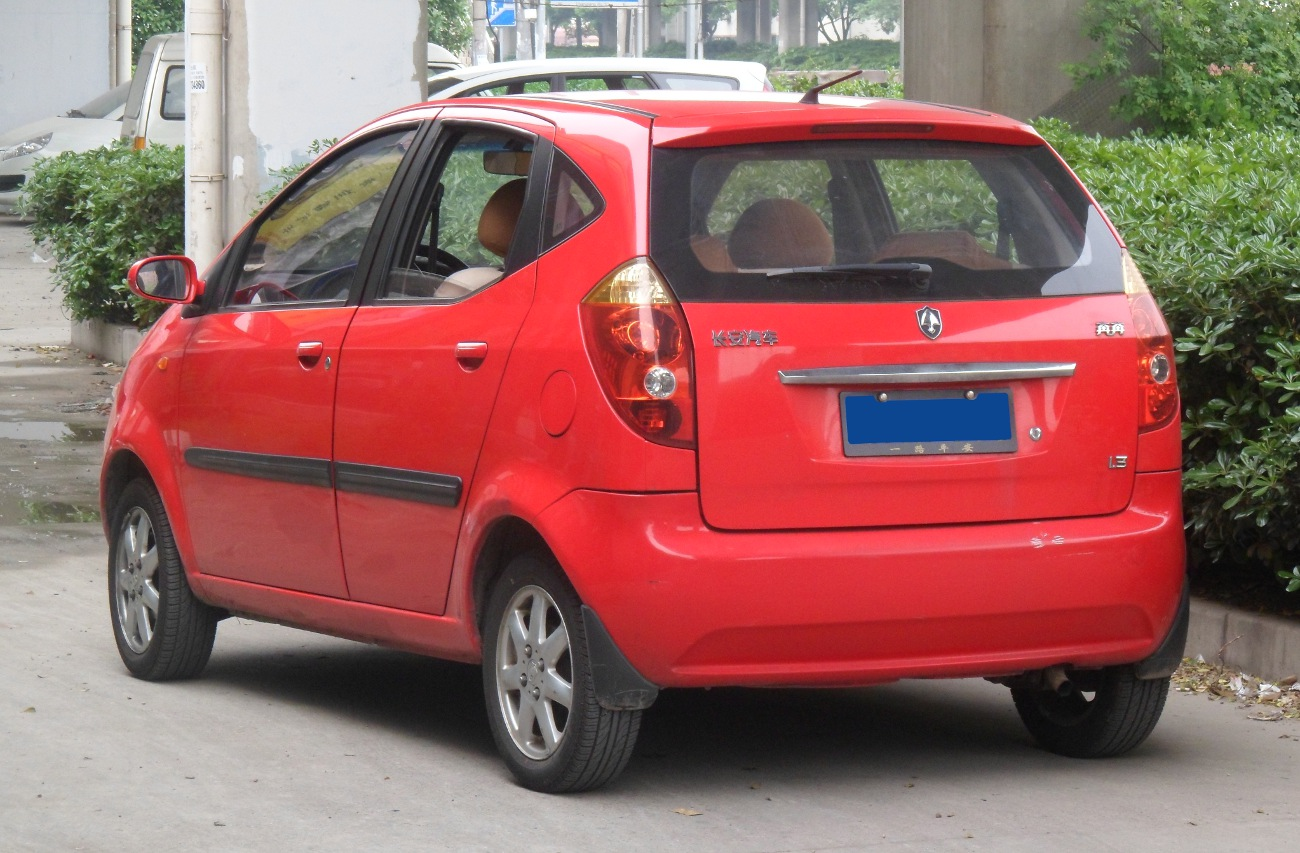
Вид сзади
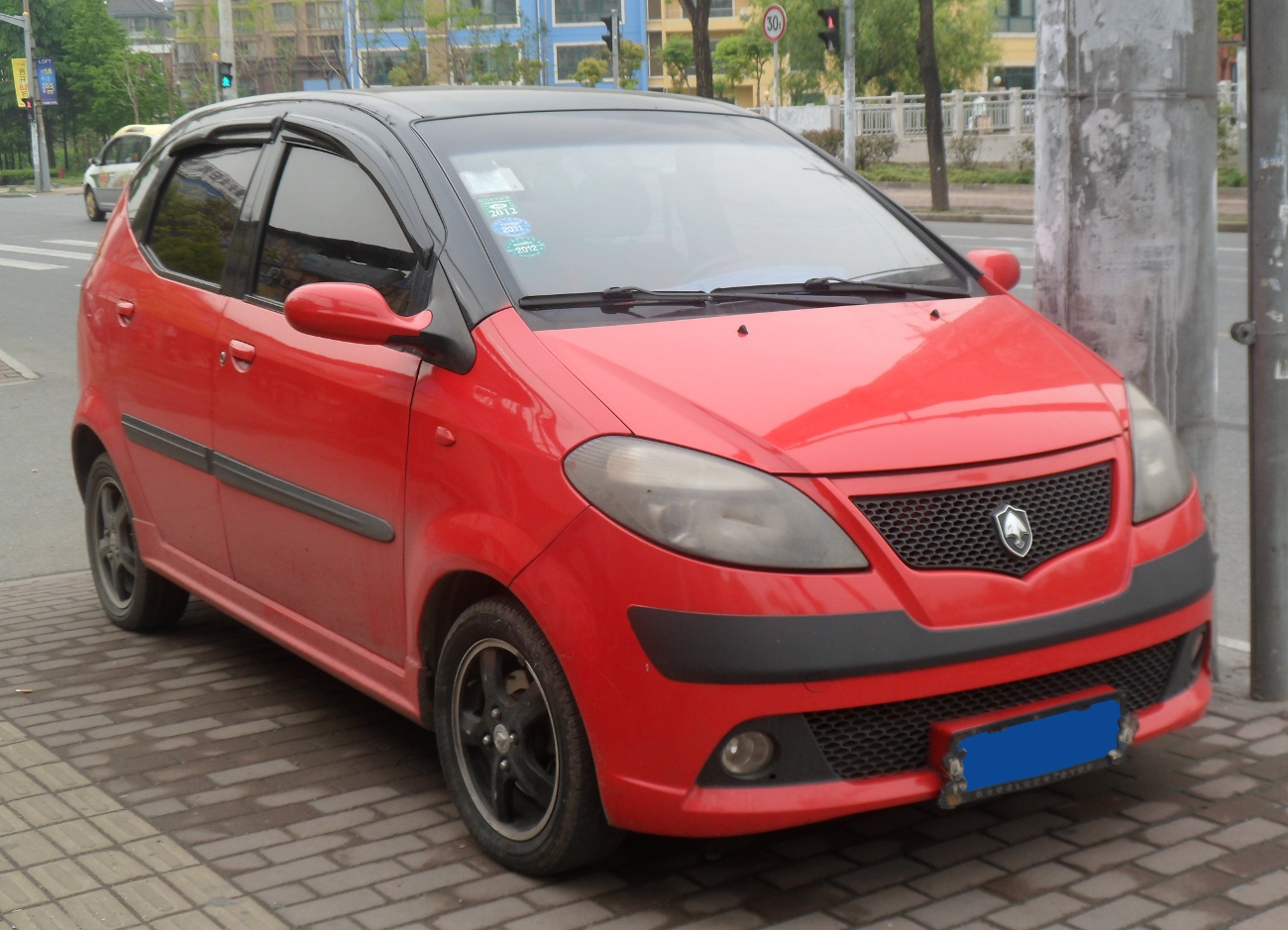
Changan BenBen Sport I
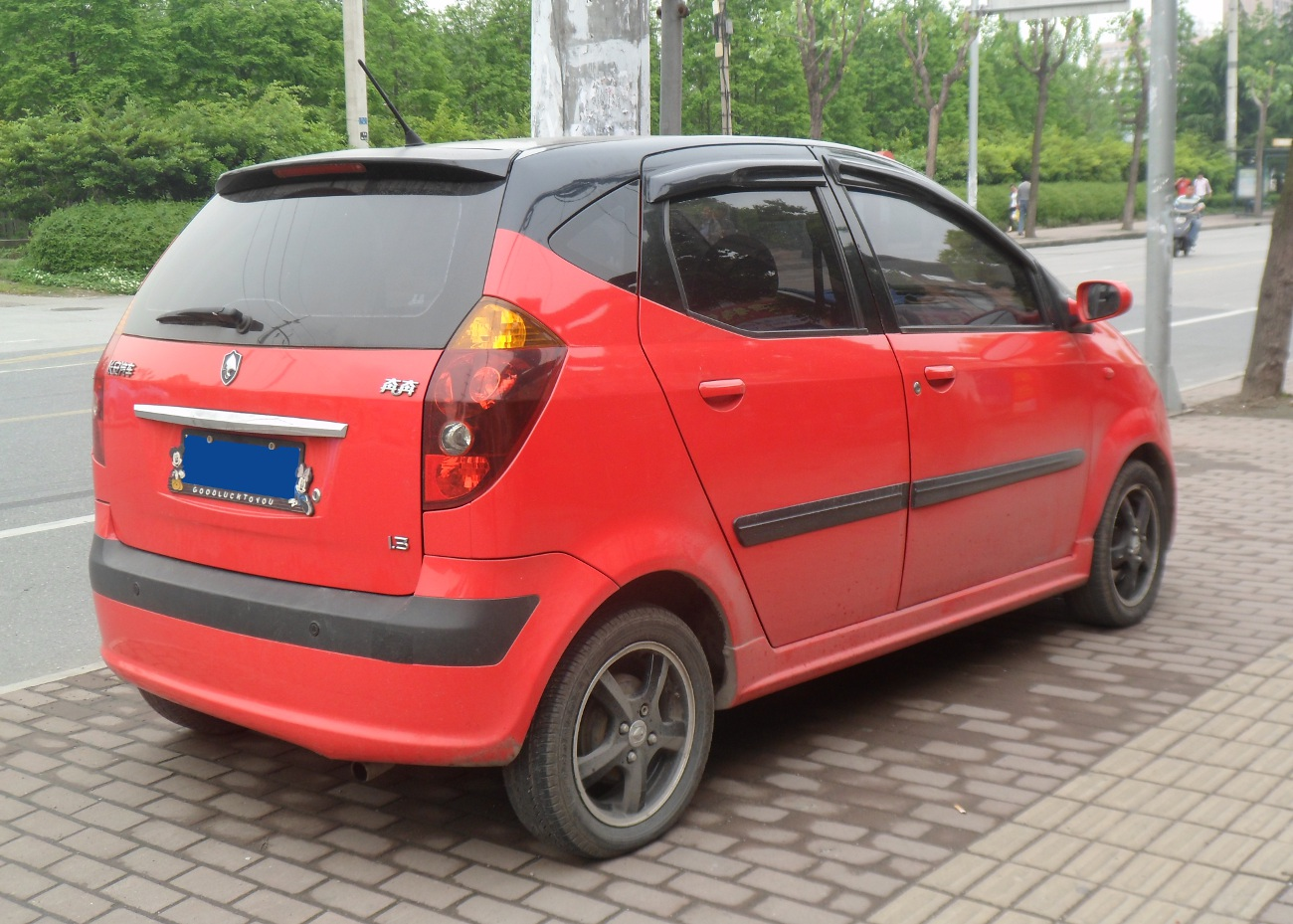
Changan BenBen Sport I

## Changan BenBen Mini
В 2010 году оригинальный Changan BenBen был заменён двумя новыми моделями: BenBen Mini и BenBen Love. BenBen Mini оснащался 1,0-литровым двигателем мощностью 51 кВт и крутящим моментом 90 Н⋅м. Максимальная скорость ограничена до 158 км/ч. Цены варьировались от 35000 до 45000 юаней. В 2011 году автомобиль прошёл рестайлинг. После того, как в 2013 году автомобиль был снят с производства, компания Hawtai запустила в производство электромобиль Lusheng S1 EV160B.

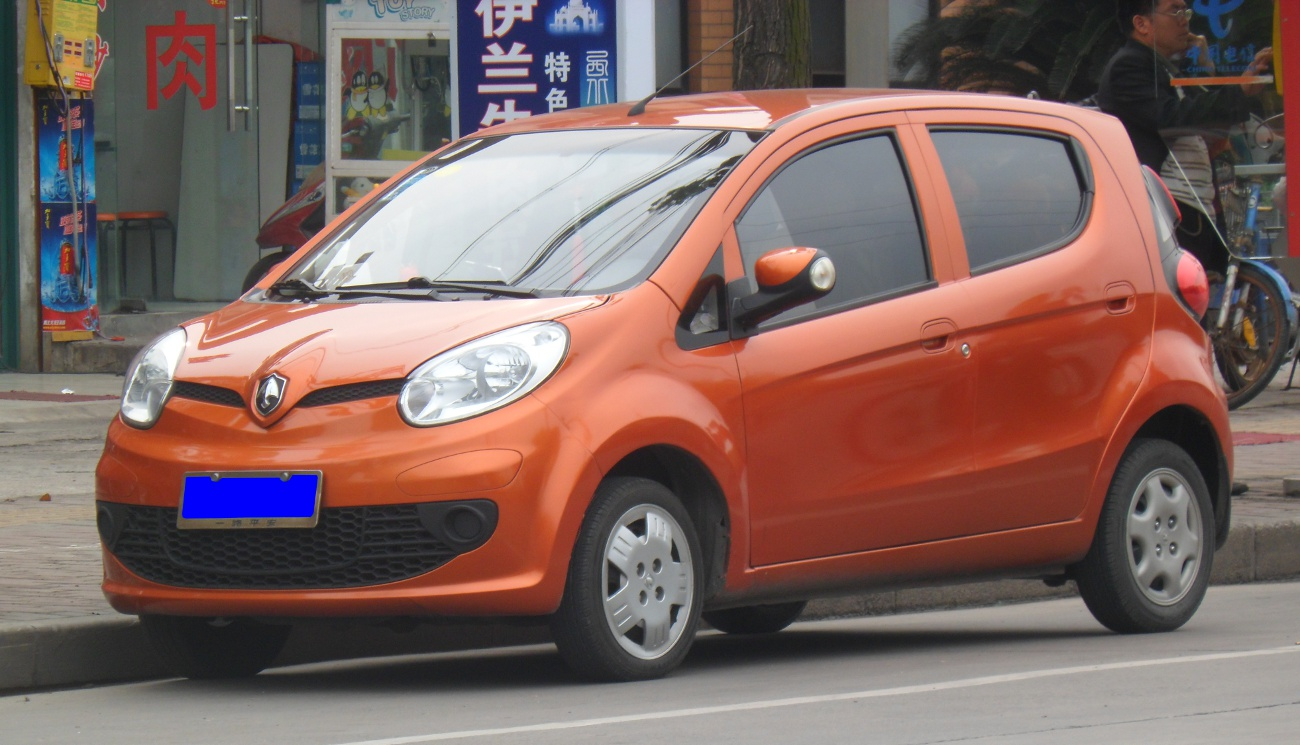
Changan BenBen Mini
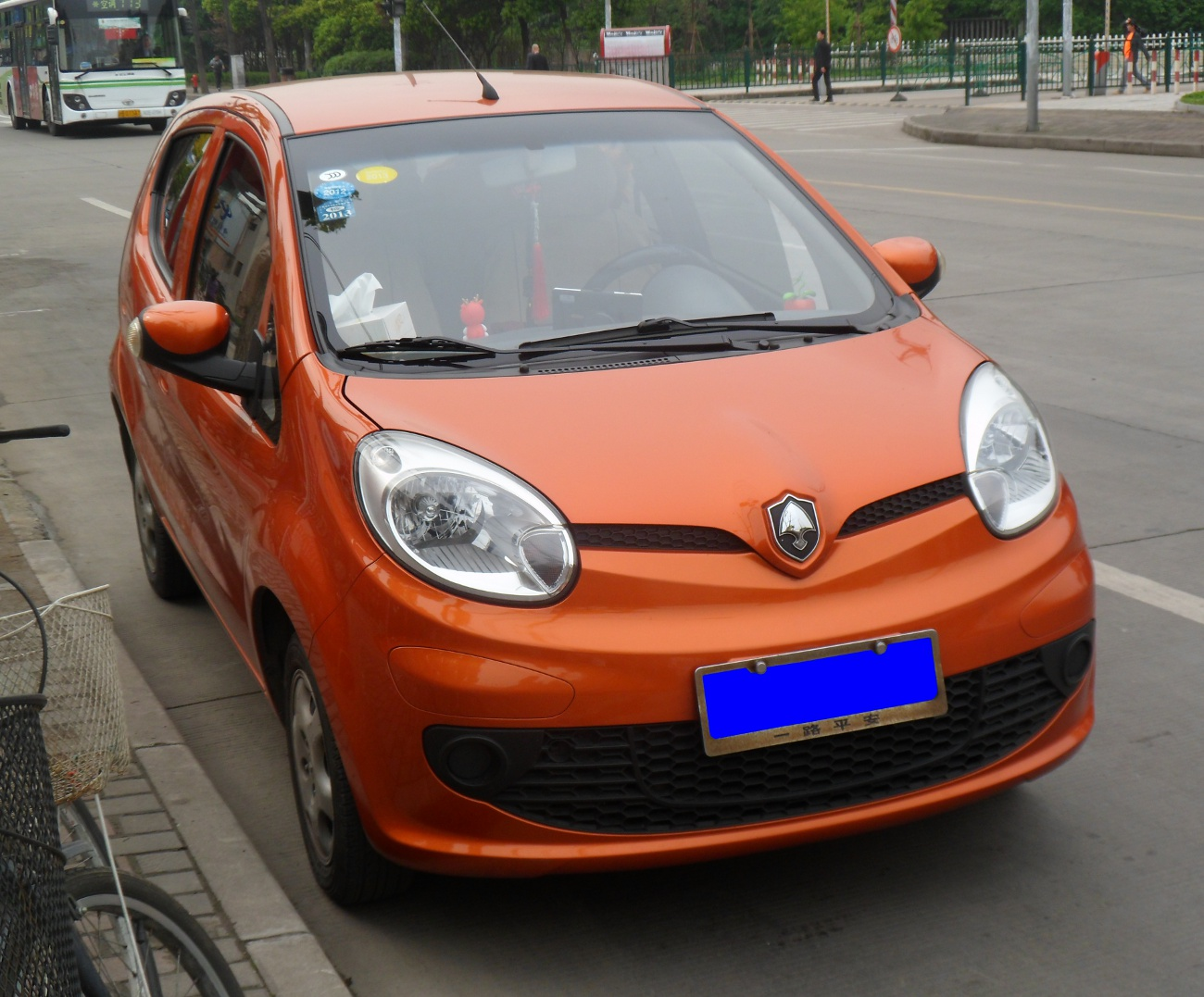
Вид спереди
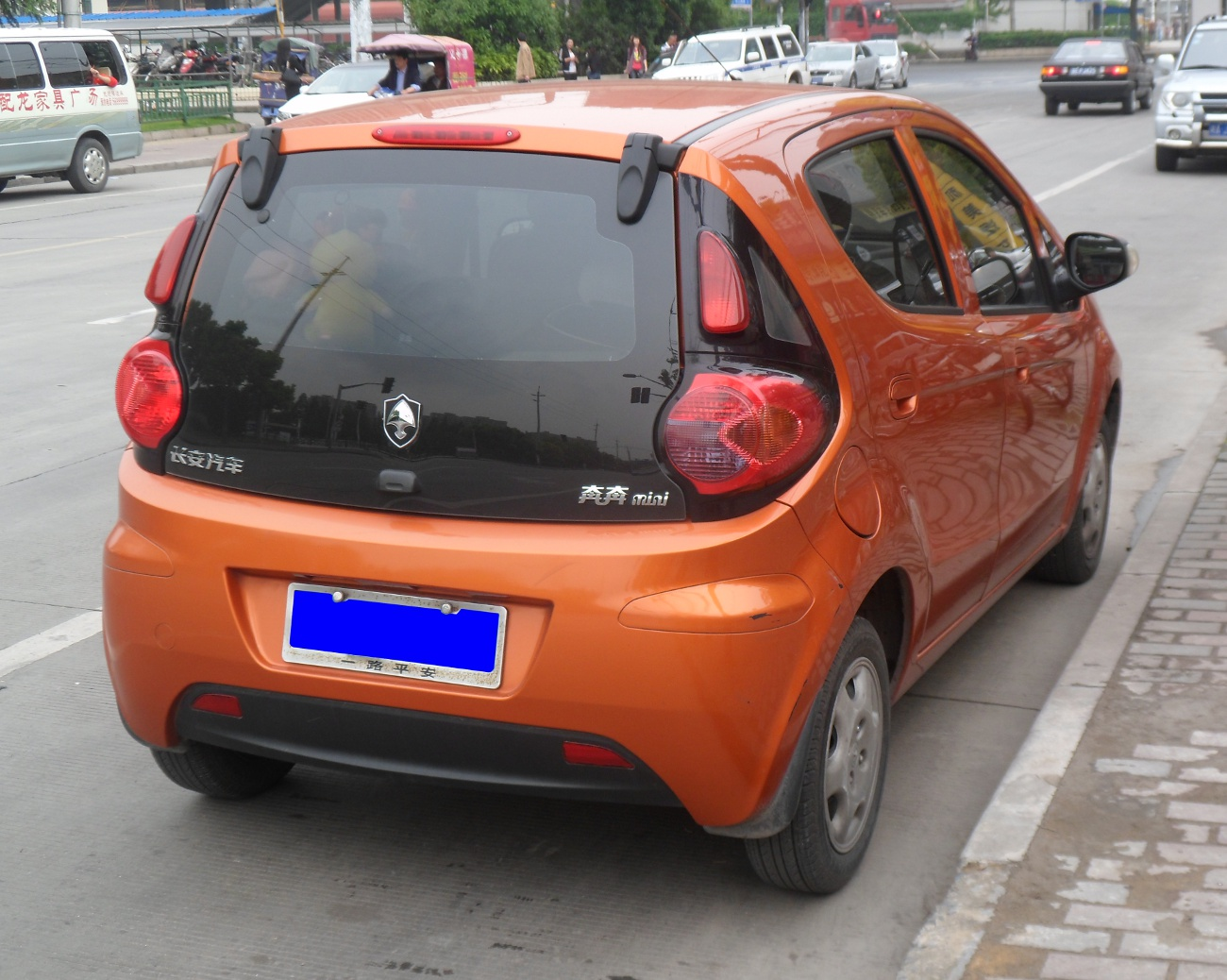
Вид сзади
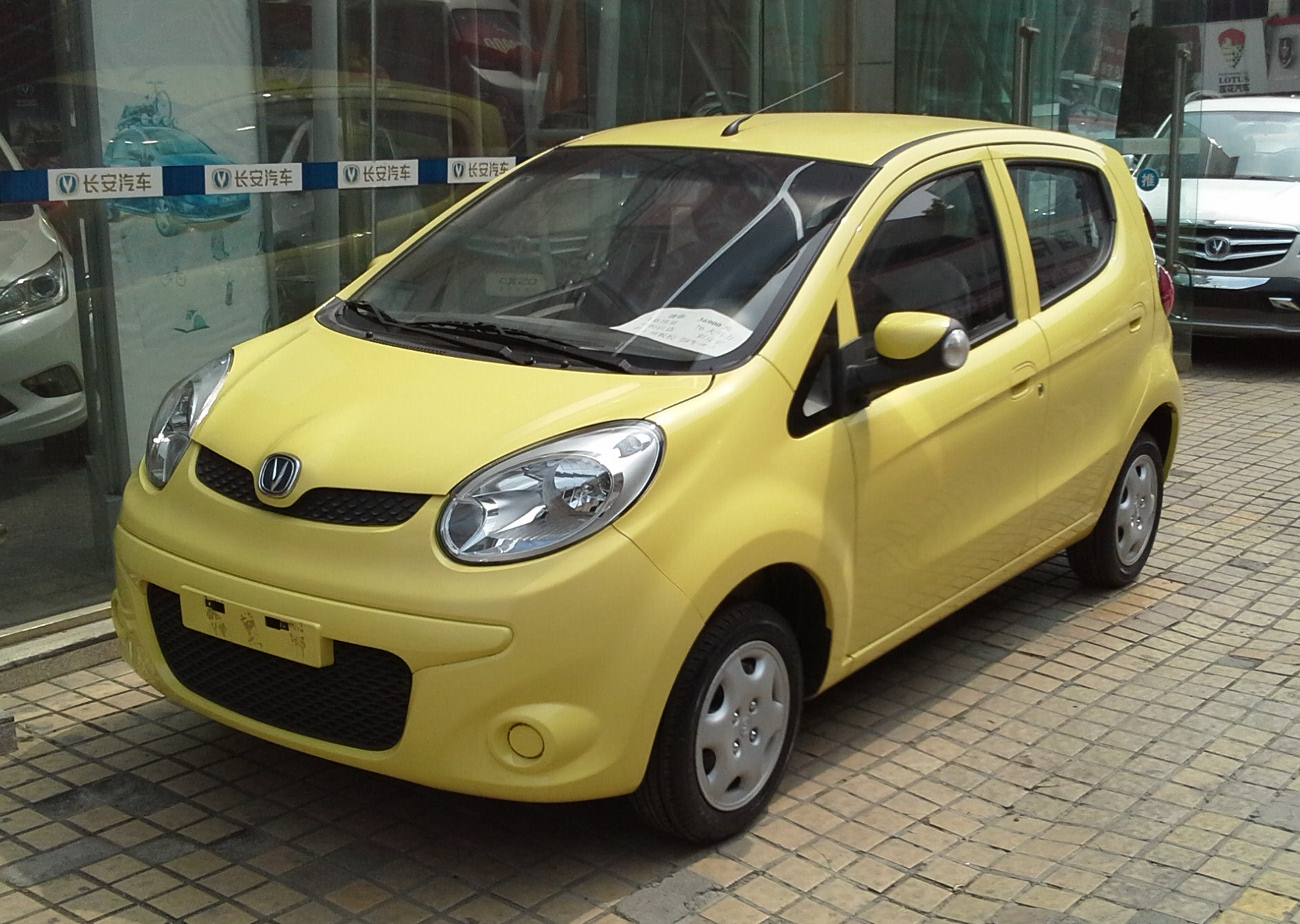
Changan BenBen Mini

## Changan BenBen II
Changan BenBen II был запущен в производство в 2014 году. Продаётся по ценам от 47900 до 56900 юаней в Китае.

За всю историю производства автомобиль оснащается 1,4-литровым двигателем мощностью 100 л. с. и крутящим моментом 136 Н⋅м, который сочетается в паре с пятиступенчатой механической трансмиссией. Существует также двигатель объёмом 1,2 литра, мощностью 80 л. с. и крутящим моментом 165 Н⋅м.

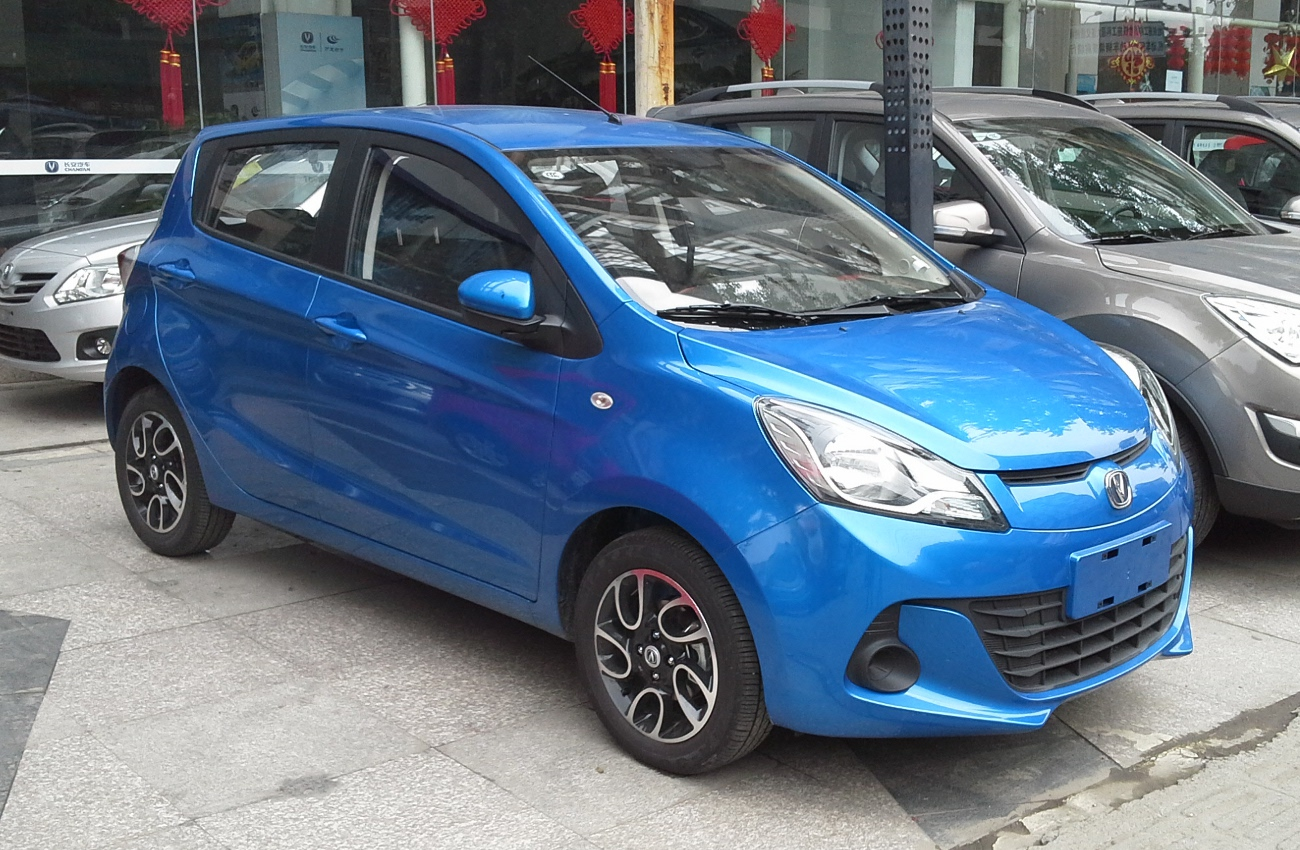
Changan BenBen II
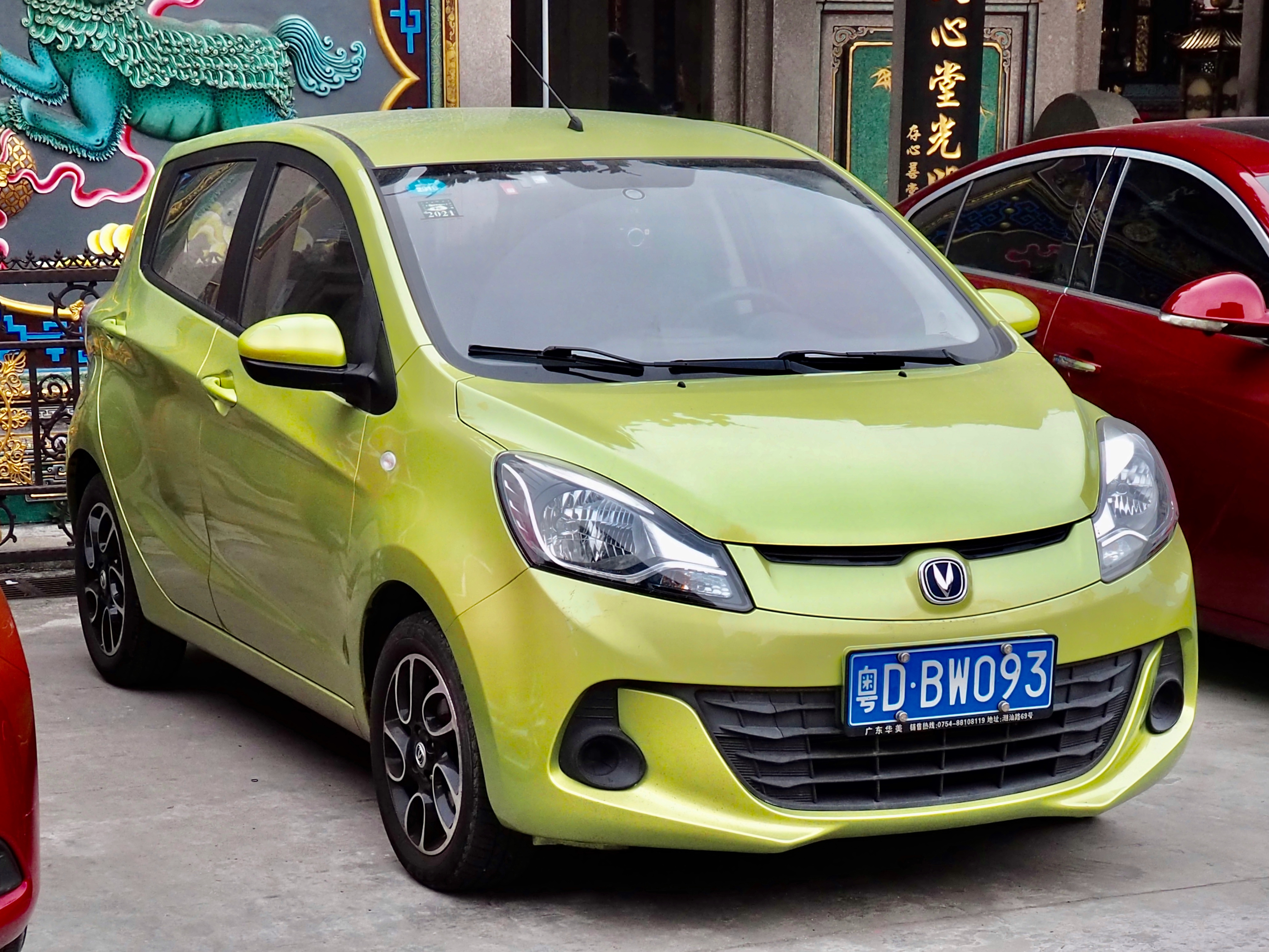
Вид спереди
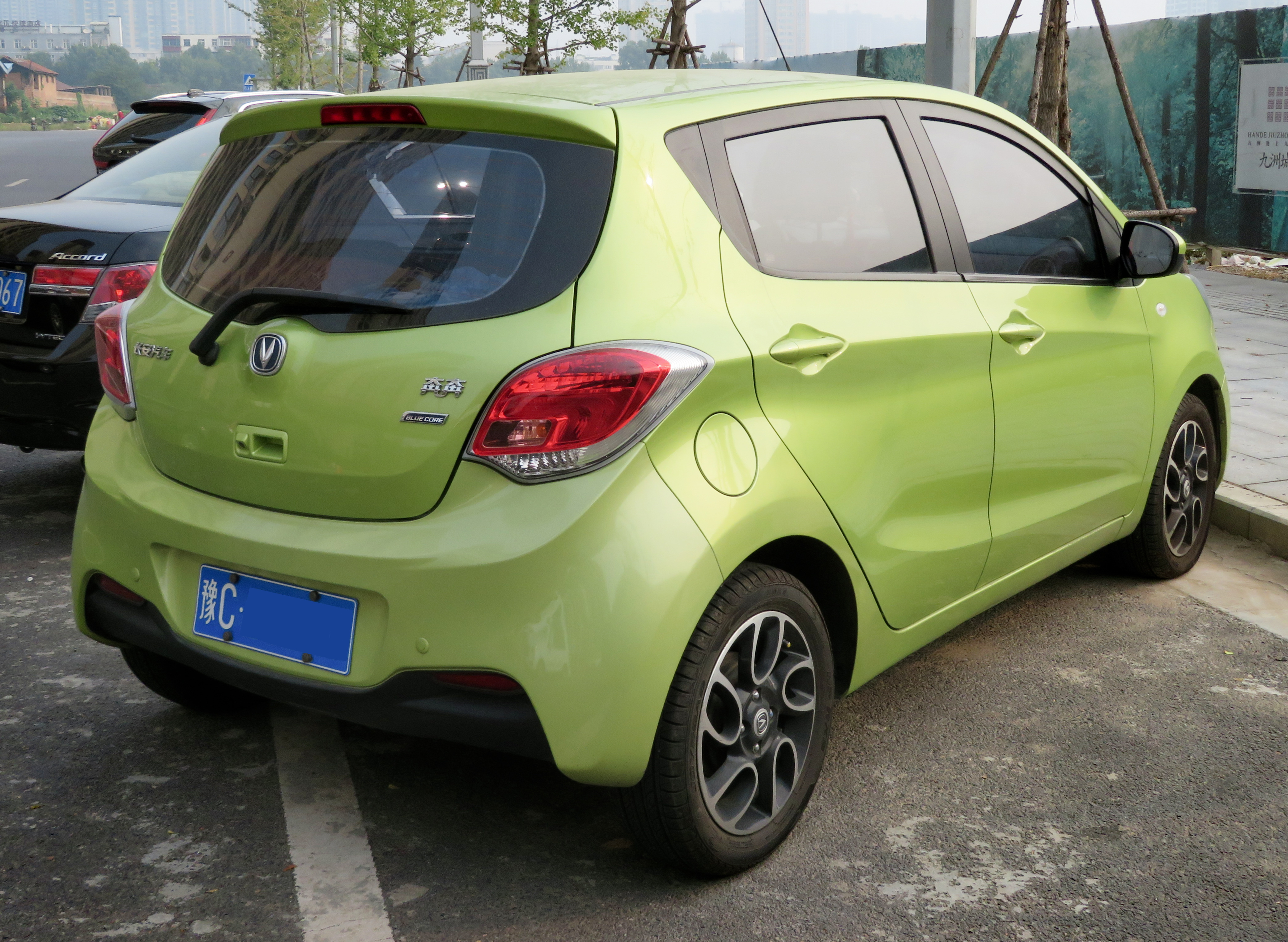
Changan BenBen II

### Changan BenBen EV
Changan BenBen EV является электромобилем на базе Changan BenBen II с электродвигателем мощностью 75 л. с. и крутящим моментом 165 Н⋅м. Максимальная скорость ограничена до 125 км/ч, а запас хода составляет 200 км.

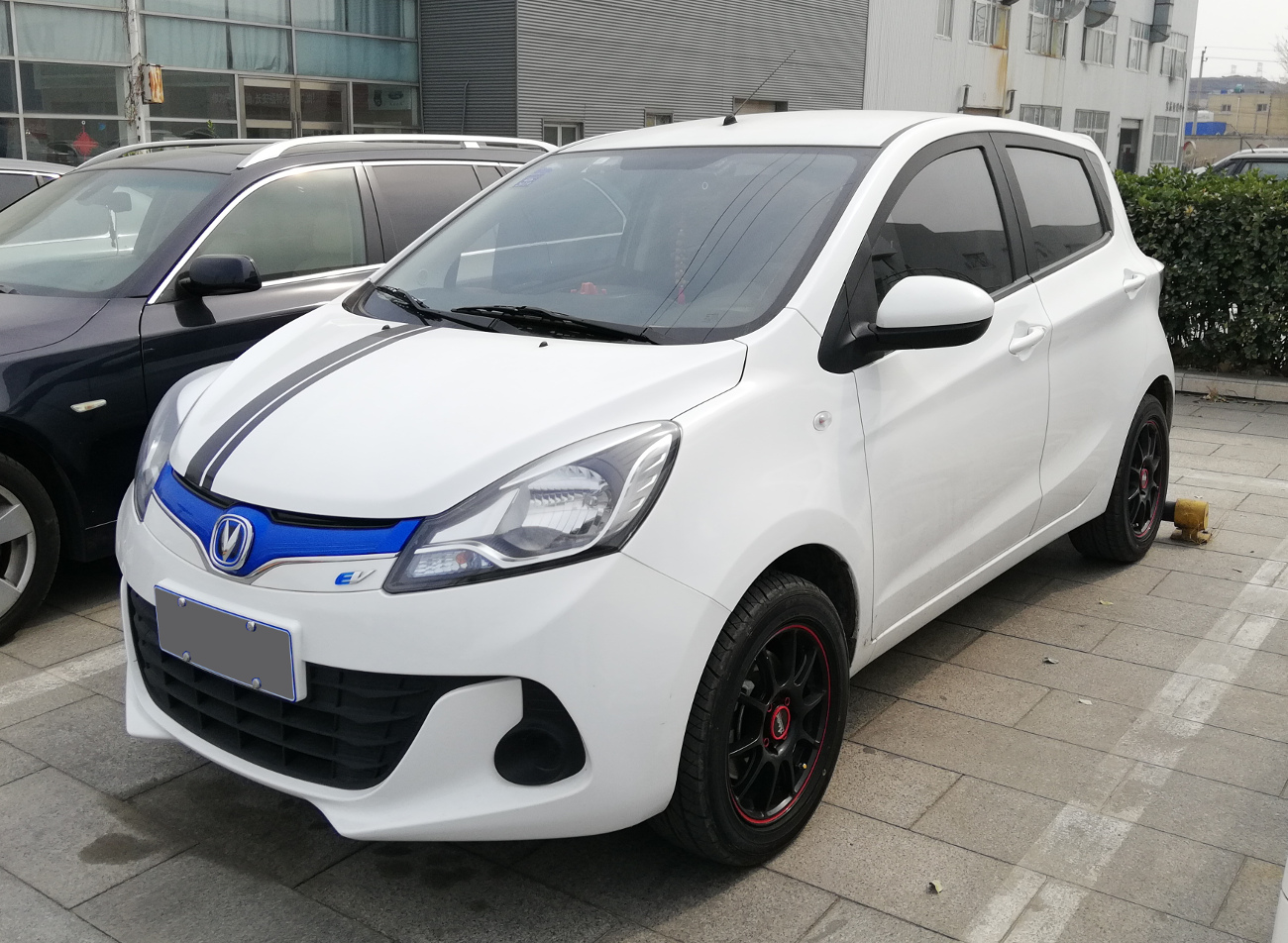
Changan BenBen EV
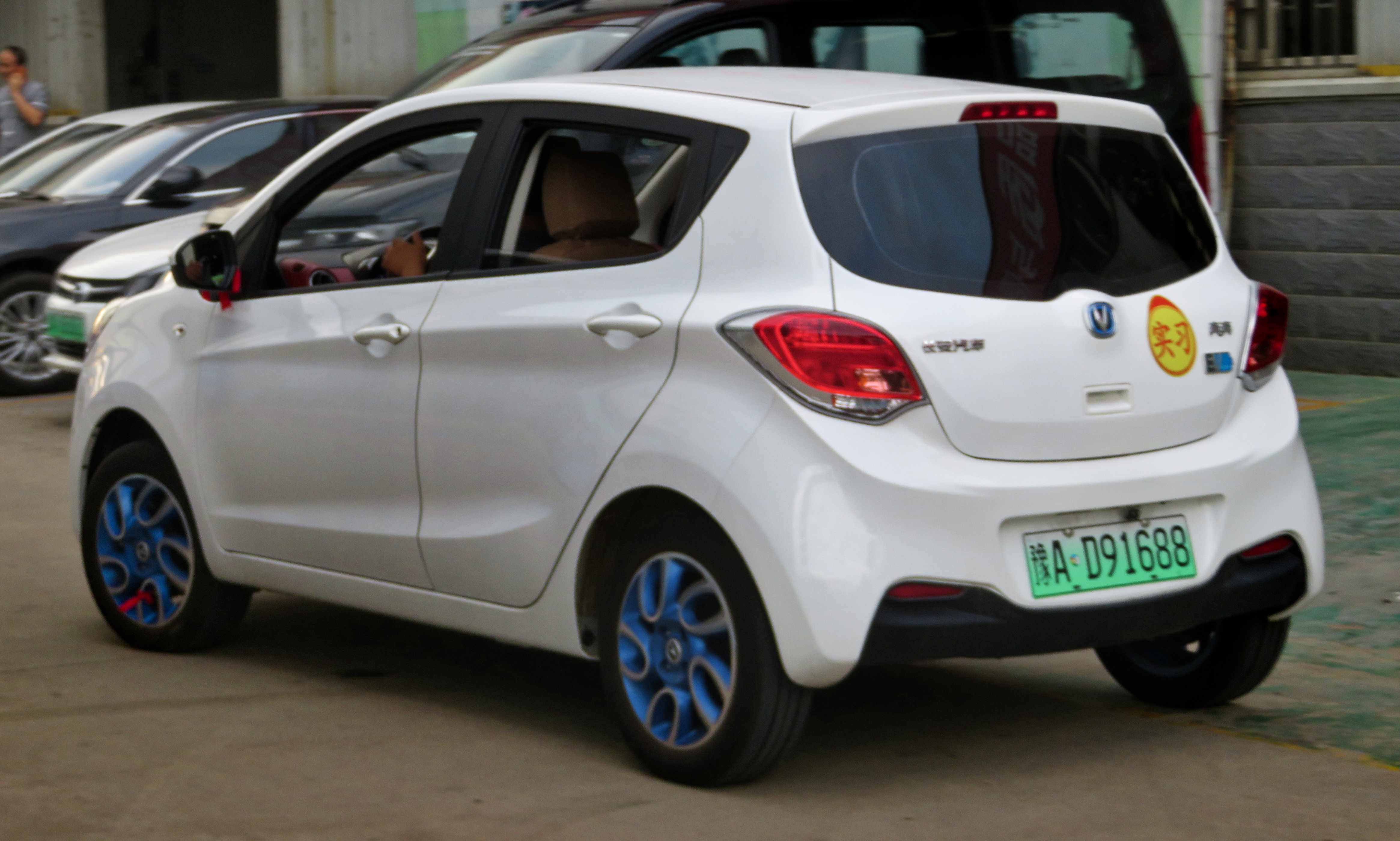
Changan BenBen EV

### Changan BenBen E-Star
С 2020 года по 2023 год вместо BenBen EV производился BenBen E-Star с электродвигателем мощностью 75 л. с. и крутящим моментом 170 Н⋅м. Запас хода 300 км.

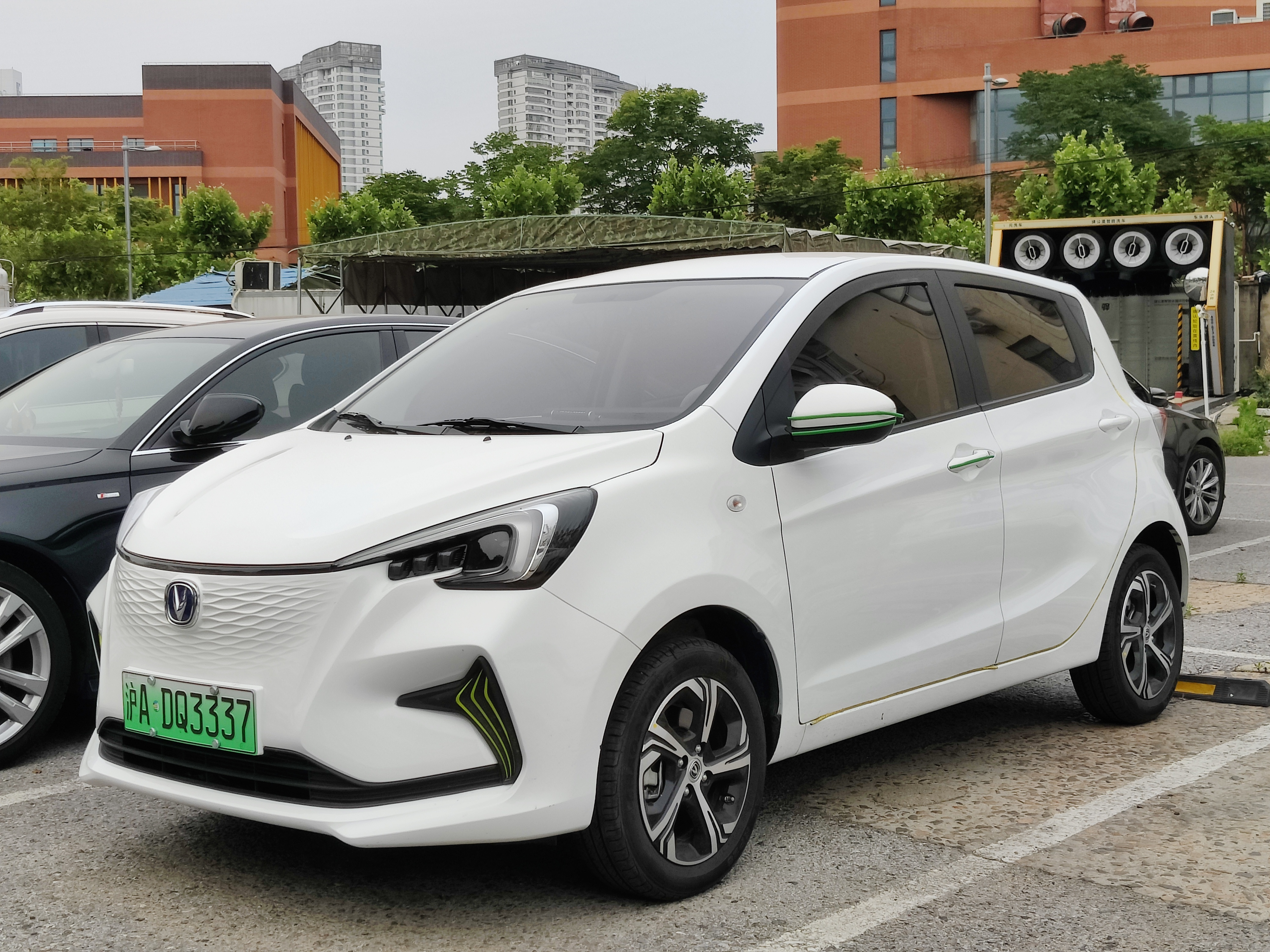
Changan BenBen E-Star
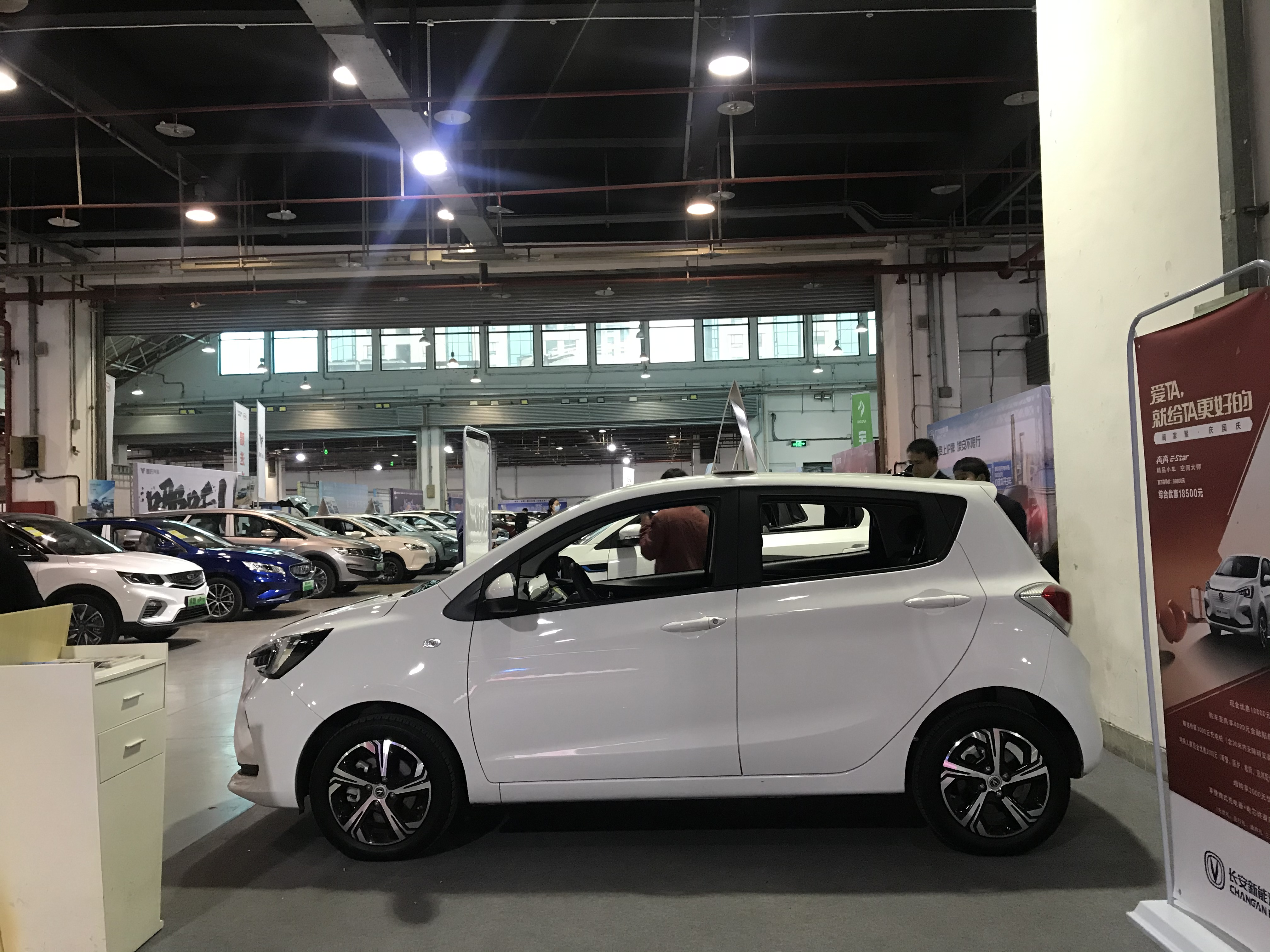
Changan BenBen E-Star
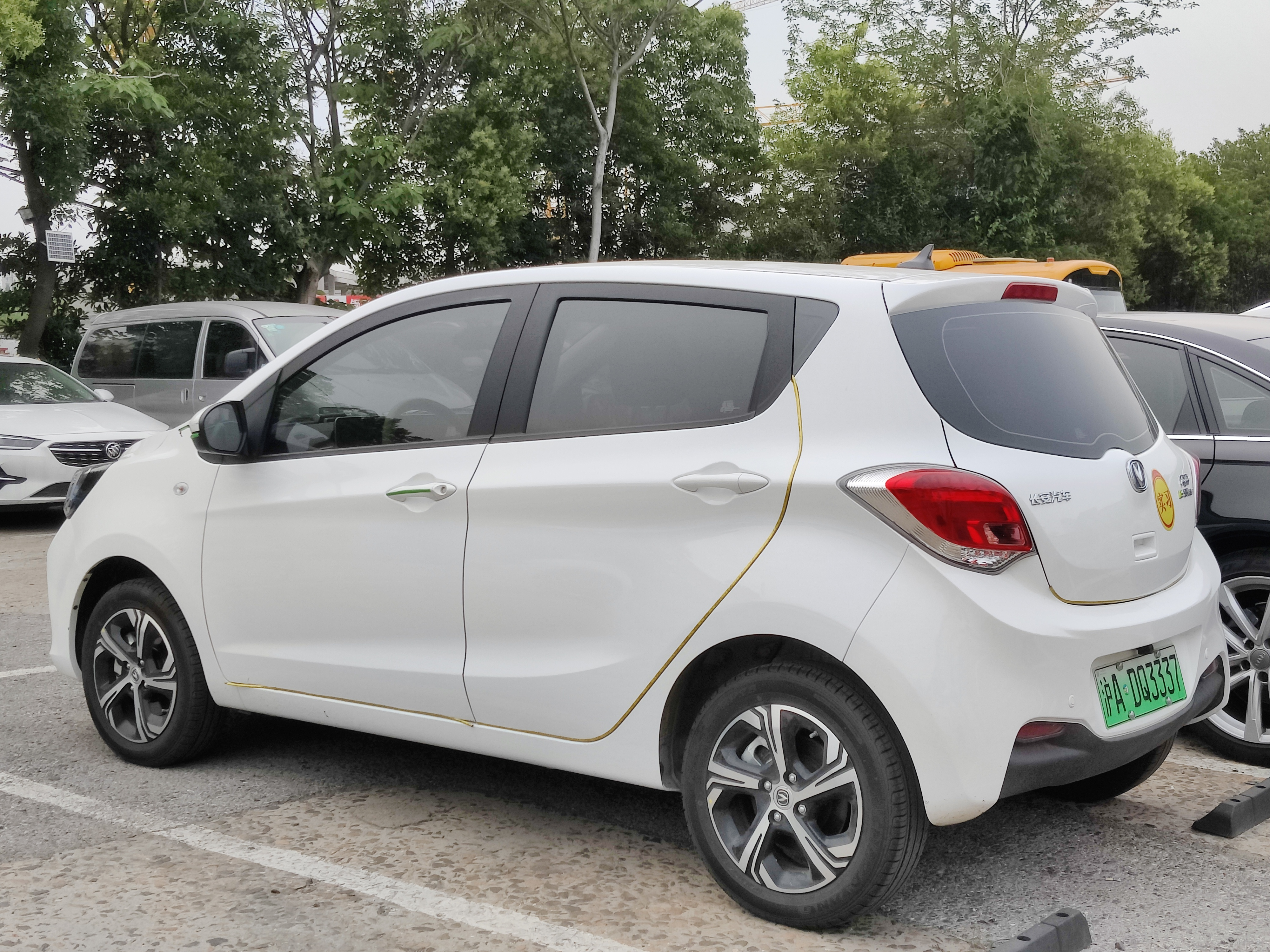
Changan BenBen E-Star